# Gamasellus xini
Gamasellus xini är en spindeldjursart som beskrevs av Liang och Ishikawa 1989. Gamasellus xini ingår i släktet Gamasellus och familjen Ologamasidae. Inga underarter finns listade i Catalogue of Life.